# 492 هـ
492 هـ هي سنة في التقويم الهجري امتدت مقابلةً في التقويم الميلادي بين سنتي 1098 و1099.

## مواليد
- أبو المظفر المشطب - فقيه وعالم من بغداد.
- ابن الخشاب
- كمال الدين الشهرزوري

## وفيات
- مكي بن عبد السلام الرميلي